# Eric V
Erik Klipping (Laaland, 1249 - Finderup, 22 de novembre de 1286) fou rei de Dinamarca (Eric V, 1259-1286) i fill de Cristòfol I. Fins al 1264 governà sota els consells de la seva mare, la competent reina vídua Margarida Sambiria. Entre 1261 i 1262, Eric restà presoner a Holstein després d'una derrota militar.
Fou proclamat hereu de la corona el 1253 i el 1259 succeí al seu pare sota la tutela de la seva mare, la qual va sostenir enèrgicament els drets del seu fill contra les pretensions del duc de Sudjutlandia, anomenat també Eric, fill primigeni del difunt rei Abel I, al qual donava suport al bisbe de Roskilde i Jarinsar, príncep de l'illa de Rügen. Aquests desembarcaren en l'illa de Secland (1239) i s'apoderaren de Copenhaguen, però després d'aquesta victòria Jarimar morí assassinat per una dona d'Escània. Les forces lleials foren derrotades a Lohade per les del pretendent, el duc de Sudjutlàndia (1261), quedant presoner el jove rei Eric i la seva mare Margarida. El primer fou entregat al pretendent i després enviat a la cort de Joan I, marcgravi de Brandenburg, i la seva mare recobrà aviat la llibertat mercès a la intervenció d'Albert l'Alt, duc de Brunsvic que amb les seves hosts envaí Holstein.
Eric va romandre en la cort del marcgravi fins al 1264, que sota la promesa de matrimoni amb Agnès filla d'aquest, se li va permetre retornar al seu país. En fer-se càrrec del govern, es venjà del duc de Sudjutlàndia, apoderant-se del ducat de Slesvig, el qual agregà a la corona el 1271, i malgrat que el 1283 va cometre la falta d'entregar el ducat a Valdemar IV, fill del duc Eric, aviat fou desposseït d'aquest i empresonat en el castell de Soeborg (1245). A l'interior també va tenir de lluitar amb l'arquebisbe de Lund, Jakob Erlandsen, el qual va fer excomunicar al monarca per tres bisbes sufraganis de la metropolitana; però aquestes diferències van concloure el 1275, mercès a la mediació del segon Concili de Lió, comprometent-se el sobirà a la entrega de 15.000 marcs a l'arquebisbe, en concepte d'indemnització.
A partir de 1276 restà en guerra durant forces anys amb els suecs i noruecs. El 1269 concedí el dret de justícia a la noblesa i al clero, que fins llavors era una de les prerrogatives de la corona. Per les seves violències, males arts i relaxades costums, Eric es creà nombrosos enemics. Diversos nobles el sorprengueren a Finderup, prop de Viborg, descansant, durant una partida de cassa, i amb les seves masses li donaren mort, causant-li més de 56 ferides. El seu assassinat, que tingué lloc arrel d'un immoral atemptat contra l'esposa d'un noble danès, que ha donat motiu a llegendes, drames i òperes.
El 1273 s'havia casat amb Agnès de Brandenburg, la que li donà dos fills. Erik Menved i Cristòfol II, que foren els seus successors, i dues filles. Marta, que casà el 1298 amb Birger, rei de Suècia, i Richiza, casada amb Nicolau de Werle, els quals descendents foren els fundadors de la casa d'Oldenburg.